# 卡罗勒·科尔默尼耶
卡罗勒·科尔默尼耶（法語：Carole Cormenier，1990年2月13日—），法国女子射击运动员，2022年地中海运动会女子多向飞碟金牌得主、2022年世界飞碟射击锦标赛女子多向飞碟金牌得主。